# Glendale (Utah)
Pour les articles homonymes, voir Glendale.
Glendale est une municipalité américaine située dans le comté de Kane en Utah.
Lors du recensement de 2010, sa population est de 381 habitants. La municipalité s'étend alors sur une superficie de 7,79 milles carrés (20,18 km2).
La localité est fondée en 1862 par des colons menés par William Berry. Elle prend alors le nom de Berryville. Après des attaques amérindiennes, Berryville est abandonnée. En 1871, des pionniers mormons s'y implantent et renomment le lieu Glendale, en raison de ses paysages vallonnés ou en référence à son évêque de l'époque, originaire de Glendale en Écosse.